# Новый год хасидизма
Новый год хасидизма или Праздник Избавления — это дата, отмечаемая ежегодно хасидами Хабада в память об освобождении основателя этого движения, Раби Шнеура Залмана из Ляд, из русской тюрьмы . В этот день, 29 ноября 1798 г (19 Кислева 5559 г по еврейскому календарю), Раби Шнеур Залман, Альтер Ребе, вышел из застенков тюрьмы Трубецкого бастиона Петропавловской крепости.

## История праздника
Во второй половине XVIII века внутри иудаизма росло противостояние между набирающим силу хасидским движением и его противниками, так называемыми митнагдим (Литва). Митнагдим донесли на Раби Шнеура Залмана царскому правительству Российской Империи. Они утверждали, что Раби восстает против царского режима и является пособником Османской Империи. Донос основывался в основном на том факте, что Раби Шнеур Залман инициировал сбор и пересылку денег на пожертвования евреям, проживающим в Земле Израиля, а также хасидам, отправлявшимся туда. Раби Шнеур Залман был арестован и заточен в Петропавловской крепости. Благодаря стараниям хасидов после 53 дней заключения, 29 ноября 1798 г. (19 Кислева 5559 г.), Раби Шнеур Залман был выпущен на свободу. С тех пор дата отмечается в хасидизме Хабада как «Праздник Избавления» и символизирует победу движения хасидизма над его противниками.
Два года спустя после своего освобождения (в 1800 г.) Раби Шнеур Залман был вновь заключён в Петропавловскую крепость. Это случилось после того, как еврейская община Пинска сообщила властям, что учение хасидизма евляется новой религией, включающей в себя элементы, призывающие к подрыву власти царя. Из этого заключения Раби Шнеур Залман был выпущен в тот же год в праздник Ханука. В Праздник Избавления, выпадающий незадолго до Хануки, отмечается также и это событие.

## Следственный протокол
После падения коммунистического режима в России в архиве генерального прокурора был найден следственный протокол заключения Альтер Ребе, в котором сохранились оригинальные доносы, отзывы чиновников, инструкции царя, отчёты следствия и ответы на вопросы следователей, записанные рукой Раби.
Из этого протокола следует, что заключение произошло на основании ложного доноса, составленного неким Гиршем Бен Давидом (Гиршем Давидовичем) из Вильно. Гирш Бен Давид обвиняет Раби Шнеура Залмана в формировании шаек «еврейских юнцов-бунтарей», а также в помощи французской революции. Царя встревожило подозрение в помощи французам, и он написал в деле Раби Шнеура Залмана: «Ежели окажется, что кто-то из них принял хоть какое-то участие в каком-либо восстании, отправить их ко мне немедленно».
В своих ответах следователям, написанных на святом языке (иврите) и насчитывающих 23 параграфа, Раби Шнеур Залман объясняет, что такое, по его мнению, хасидизм, какова роль Ребе, что цель пересылки денег — поддержка еврейского поселения в Земле Израиля. Он пишет: «Пала на меня зависть и беспричинная ненависть некоторых людей… и не знал я, в чём вина моя и чем я согрешил… Ведь даже приезжающих ко мне обучаю я совершенно бескорыстно, они не платят мне ни копейки… но что могу я поделать, ведь такова заповедь нашей религии: каждый, кто знает, обязан обучать того, кто не знает».
В этом архиве найден также следственный протокол его второго заключения, в котором содержится письмо доноса, написанное Равом Авигдором Бен Хаимом, являвшимся раввином Пинска и главой йешивы.

## Установление Праздника Избавления и его обычаи
Раби Йосеф-Ицхак Шнеерсон пишет, что после освобождения Раби хасиды стали праздновать этот день и желать друг другу «весёлого праздника» Пятый адмор Хабада, Рашаб, в своем письме, отправленном в месяце Кислев 5662 г., определил этот день словами: «Этот день — Новый год слова Божьего».
С тех пор в этот день хасиды Хабада благословляют друг друга словами: «Хорошего года в изучении хасидизма, и да будете вы записаны в книгу путей хасидизма». В этот день начинается годовой цикл изучения глав книги Тания, написанной Раби Шнеуром Залманом.
Как правило, центральным обычаем праздника является проведение праздничных хасидских собраний (фарбренгенов). В Израиле основной центр таких собраний находится в синагоге «Бейт Менахем» в Кфар Хабад, на протяжении многих лет в них принимали участие уважаемые общественные и политические деятели, а также деятели науки и культуры — в их числе Залман Шазар, Хаим Герцог, Натан Альтерман и другие.
Согласно устоявшейся традиции, хасиды Хабада носят во время праздника нарядную одежду. Существует обычай есть в этот день гречневую кашу (на идиш: шварце каше), ибо, по рассказам, она была основной пищей Раби Шнеура Залмана во время заключения. Во всех синагогах хасидов Хабада в мире в этот день происходит «разделение Талмуда»: каждый молящийся принимает на себя обязательство изучать в течение года один из трактатов Талмуда. Это делается по указанию самого Раби Шнеура Залмана, записанному им в заключении книги Тания: «Кроме того, община каждого города обязана изучить весь Талмуд в течение года, разделив трактаты Талмуда между своими членами, по их желанию или по жребию. Это закон и не преступайте его!».
В молитвах, произносимых в этот день (а также на следующий — 20 кислева), хасиды не читают Таханун, ибо это радостный день.
Были хасиды, желавшие написать «свиток 19 Кислева», в котором намеревались изложить подробности заключения и освобождения Альтер Ребе, они просили на это разрешение Раби Шнеура Залмана. Он не дал согласия и сказал: «Этот день будет навсегда отмечен в народе Израиля, как день, в который будет прославлено и освящено имя Всевышнего, и тысячи сердец в народе пробудятся к раскаянию и к работе сердца…»

## 20 Кислева
Согласно обычаю, хасиды продолжают праздновать Новый год хасидизма также и на следующий день, 20 Кислева. Согласно хасидским преданиям, Раби Шнеур Залман должен был после освобождения прийти в дом одного из хасидов в Петербурге, содействовавших его освобождению, но, по ошибке, зашёл в дом яростного противника хасидизма, жившего по соседству (и, по одному из источников, являвшегося одним из доносчиков на Раби). Этот человек запер Раби в доме и в течение трех часов произносил речи, всячески поносящие учение хасидизма. Это продолжалось до тех пор, пока хасиды не нашли и не вызволили Раби. Случилось это в ночь на 20 Кислева. Альтер Ребе отнесся к противнику с уважением, но позже говорил, что эти три часа повергли его в большую скорбь, чем заточение в тюрьме. Так что это малое избавление тоже явилось поводом для радости и праздника, а потому и в этот день хасиды устраивают праздничные застолья и не читают Таханун.
В этот день в 5557 г. также была впервые выпущена книга Тания. Эта книга, напечатанная за два года до заключения, символизирует в глазах хасидов революцию в изучении Торы, произошедшую в хасидском учении Хабада. Эта революция включает в себя распространение учения хасидизма среди еврейских общин в Царской России и за её пределами.